# Rejon smiłański
Rejon smiłański – jednostka administracyjna wchodząca w skład obwodu czerkaskiego Ukrainy.
Rejon utworzony w 1923, ma powierzchnię 934 km² i liczy około 33 tysięcy mieszkańców. Siedzibą władz rejonu jest Smiła.
Na terenie rejonu znajdują się 1 miejska rada i 23 silskie rady, obejmujące w sumie 32 wsie i 5 osad.

## Miejscowości rejonu
- (Балаклея)
- (Березняки)
- (Богунове)
- (Буда-Макіївка)
- (Будки)
- (Червоне)
- (Голов'ятине)
- (Гуляйгородок)
- (Холоднянське)
- (Ковалиха)
- (Костянтинівка)
- (Куцівка)
- (Ленінське)
- (Макіївка)
- (Мала Смілянка)
- (Мале Старосілля)
- (Малий Бузуків)
- (Мельниківка)
- (Миколаївка)
- (Носачів)
- (Пастирське)
- (Плескачівка)
- (Плоске)
- (Попівка)
- Rotmistriwka[2] (Ротмістрівка)
- Samhorodek[3] (Самгородок)
- (Санжариха)
- (Сердюківка)
- Smiła (Сміла)
- (Степок)
- (Сунки)
- (Шевченка)
- Taszłyk (Ташлик)
- Tekline[4] (Теклине)
- (Тернівка)
- Wełyka Jabłuniwka[5] (Велика Яблунівка)
- (Вовківка)
- (Залевки)